# Future Science Fiction
Future Science Fiction y Science Fiction Stories fueron dos revistas estadounidenses de ciencia ficción que fueron publicadas bajo diversos títulos entre 1939 y 1943 y posteriormente entre 1950 y 1960.
El editor de ambas publicaciones en sus primeros números fue Charles Hornig; Robert W. Lowndes asumió el puesto de editor a finales de 1941, permaneciendo en el mismo hasta que finalizó su publicación. El lanzamiento inicial de las revistas vino con el auge en la publicación de revistas pulp de ciencia ficción a finales de los años 1930. En 1941 las dos revistas se combinaron en una, titulada Future Fiction combined with Science Fiction, pero en 1943 la escasez de papel a causa de la Segunda Guerra Mundial llevó a Louis Silberkleit, el propietario de la editorial, a cerrar la revista y concentrar sus recursos en sus publicaciones de misterio y wéstern. En 1950, con el mercado de nuevo en alza, Silberkleit relanzó Future Fiction, todavía en formato pulp. A mediados de los años 1050 también relanzó Science Fiction, esta vez bajo el título Science Fiction Stories. Silberkleit mantuvo a ambas revistas con presupuestos muy escasos a lo largo de los años 1950. En 1960 dejaron de publicarse ambas cuando su distribuidor decidió repentinamente deshacerse de todos los títulos de Silberkleit.
Su ficción era generalmente poco destacable, con pocos relatos memorables publicados, sobre todo en los primeros números de las revistas. Lowndes se esforzó en dar un tono amistoso y atractivo en ambas revistas, con secciones de cartas al editor de los lectores para interesar a los fanes. Tuvo más éxito que Hornig a la hora de obtener buenos relatos, en parte porque tenía buena relación con varios escritores conocidos y emergentes. Entre los relatos más conocidos de su etapa se encuentran «If I Forget Thee, Oh Earth», de Arthur C. Clarke, y «The Liberation of Earth», de William Tenn.

## Historia editorial
| Science Fiction | Science Fiction | Science Fiction | Science Fiction | Science Fiction | Science Fiction | Science Fiction | Science Fiction | Science Fiction | Science Fiction | Science Fiction | Science Fiction | Science Fiction |
| | Ene             | Feb             | Mar             | Abr             | May             | Jun             | Jul             | Ago             | Sep             | Oct             | Nov             | Dic             |
| --- | --------------- | --------------- | --------------- | --------------- | --------------- | --------------- | --------------- | --------------- | --------------- | --------------- | --------------- | --------------- |
| 1939 |                 |                 | 1/1             |                 |                 | 1/2             |                 | 1/3             |                 | 1/4             |                 | 1/5             |
| 1940 |                 |                 | 1/6             |                 |                 | 2/1             |                 |                 |                 | 2/2             |                 |                 |
| 1941 | 2/3             |                 | 2/4             |                 |                 | 2/5             |                 |                 | 2/6             |                 |                 |                 |
| Números de Science Fiction de 1939 a 1941, en el formato volumen/número. En todos ellos el editor fue Charles Hornig. |                 |                 |                 |                 |                 |                 |                 |                 |                 |                 |                 |                 |

Aunque se venían publicando revistas de ciencia ficción desde antes de la década de 1920, no comenzó a hacerse como un género comercializado por separado hasta la aparición en 1926 de Amazing Stories, una revista pulp publicada por Hugo Gernsback. A finales de la década de 1930 el campo estaba en pleno auge. Uno de los empleados de Gernsback, Louis Silberkleit, estableció su propia editorial en 1934 cuando fundó la Winford Publishing Company. Hacia finales de la década de 1930 Silberkleit decidió lanzar una revista pulp de ciencia ficción a través de su editorial Blue Ribbon Magazines; el título que eligió fue Science Fiction. Gernsback le recomendó a Silberkleit que nombrara como editor a Charles Hornig, quien ya estuviera anteriormente en ese puesto en Wonder Stories para Gernsback de 1933 a 1936. Silberkleit aceptó la recomendación y contrató a Hornig en octubre de 1938. Hornig no tenía despacho, trabajó desde su casa, yendo a la oficina solo lo necesario para dejar los manuscritos y el material de impresión rechazado, y recoger las pruebas tipográficas. Se le otorgó una amplia libertad para seleccionar el material que quisiera publicar; informaba al editor jefe de Silberkleit, Abner J. Sundell, pero Sundell sabía poco sobre ciencia ficción y no se involucró en el funcionamiento de la revista. El primer número tenía fecha de portada marzo de 1939. La intención inicial era que tuviera una periodicidad bimestral, pero comenzó a prolongarse ya desde su inicio, y el segundo número tenía fecha junio de 1939.
| Future Fiction Future Fiction combined with Science Fiction | Future Fiction Future Fiction combined with Science Fiction | Future Fiction Future Fiction combined with Science Fiction | Future Fiction Future Fiction combined with Science Fiction | Future Fiction Future Fiction combined with Science Fiction | Future Fiction Future Fiction combined with Science Fiction | Future Fiction Future Fiction combined with Science Fiction | Future Fiction Future Fiction combined with Science Fiction | Future Fiction Future Fiction combined with Science Fiction | Future Fiction Future Fiction combined with Science Fiction | Future Fiction Future Fiction combined with Science Fiction | Future Fiction Future Fiction combined with Science Fiction | Future Fiction Future Fiction combined with Science Fiction |
| | Ene                                                         | Feb                                                         | Mar                                                         | Abr                                                         | May                                                         | Jun                                                         | Jul                                                         | Ago                                                         | Sep                                                         | Oct                                                         | Nov                                                         | Dic                                                         |
| --- | ----------------------------------------------------------- | ----------------------------------------------------------- | ----------------------------------------------------------- | ----------------------------------------------------------- | ----------------------------------------------------------- | ----------------------------------------------------------- | ----------------------------------------------------------- | ----------------------------------------------------------- | ----------------------------------------------------------- | ----------------------------------------------------------- | ----------------------------------------------------------- | ----------------------------------------------------------- |
| 1939 |                                                             |                                                             |                                                             |                                                             |                                                             |                                                             |                                                             |                                                             |                                                             |                                                             | 1/1                                                         |                                                             |
| 1940 |                                                             |                                                             | 1/2                                                         |                                                             |                                                             |                                                             | 1/3                                                         |                                                             |                                                             |                                                             | 1/4                                                         |                                                             |
| 1941 |                                                             |                                                             |                                                             | 1/5                                                         |                                                             |                                                             |                                                             | 1/6                                                         |                                                             | 2/1                                                         |                                                             | 2/2                                                         |
| 1942 |                                                             | 2/3                                                         |                                                             | 2/4                                                         |                                                             | 2/5                                                         |                                                             | 2/6                                                         |                                                             | 3/1                                                         |                                                             | 3/1                                                         |
| 1943 |                                                             | 3/3                                                         |                                                             | 3/4                                                         |                                                             |                                                             | 3/5                                                         |                                                             |                                                             |                                                             |                                                             |                                                             |
| Números de Future Fiction de 1939 a 1943, en el formato volumen/número. Los editores fueron: Hornig (azul, 1939-noviembre 1940) y Lowndes (amarillo, abril 1941-julio 1943). Los dos últimos números tenían el título Science Fiction Stories. |                                                             |                                                             |                                                             |                                                             |                                                             |                                                             |                                                             |                                                             |                                                             |                                                             |                                                             |                                                             |

Con el fin de repartir costes entre sus revistas, Silberkleit pronto decidió lanzar dos títulos adicionales. Cuando trabajaba para Gernsback, Silberkleit había sugerido Future Fiction como un posible título para la revista que Gernsback estaba planeando lanzar, pero Gernsback prefirió llamarla Amazing Stories, y Silberkleit decidió utilizar su sugerencia original para una de las nuevas revistas. En noviembre de 1939 apareció el primer número de Future Fiction; le siguió en julio de 1940 Science Fiction Quarterly, con Hornig como editor de las tres revistas. En octubre de 1940, Hornig recibió una citación para la prestación del servicio militar, pero era pacifista y decidió trasladarse a California y registrarse como objetor de conciencia. Siguió editando las revistas desde la costa oeste, pero Silberkleit estaba descontento con el arreglo. Silberkleit permitió a Hornig conservar su puesto como editor de Science Fiction y ofreció la dirección de los otros dos títulos a Sam Moskowitz. Moskowitz no aceptó, manifestando posteriormente «nunca boicotearía el trabajo de un hombre», pero Donald A. Wollheim había oído hablar de la oferta y le recomendó a Robert W. Lowndes que le escribiera a Silberkleit. Con posterioridad Lowndes recordaba la idea de Wollheim: «En la carta podía sugerirle que sería una buena idea añadir un título de ciencia ficción a la lista, ofreciendo mis servicios como editor con un salario ligeramente inferior al de Hornig, y también mencionar los defectos de las demás revistas de ciencia ficción en circulación en ese momento, pero especialmente con las de Hornig». Lowndes dijo que Silberkleit mordió el anzuelo y lo contrató en noviembre de 1940; Hornig recuerda la separación como un acuerdo por consentimiento mutuo debido a su traslado a California. Lowndes estuvo de acuerdo posteriormente en que esa fuera la verdadera razón de que Silberkleit sustituyera a Hornig. Los primeros números de Lowndes como responsable fueron el de primavera de 1941 de Science Fiction Quarterly y el de abril de 1941 de Future Fiction. Ya tenía completados los preparativos para el último número de Science Fiction, el de septiembre de 1941, pero utilizó el material que Hornig ya había seleccionado para el número, con pequeñas excepciones. Entre esos cambios estaba la sustitución de Fantasy Times, una sección de fanes a cargo de James Taurasi, con Futurian Times, una sección similar de un grupo rival de fanes, los Futurianos, grupo al que Lowndes pertenecía. Inicialmente Silberkleit mantuvo un control más estricto sobre las selecciones editoriales de Lowndes que el que mantuvo con Hornig, y vetó cinco de los siete relatos propuestos por Lowndes para el número de abril de 1941, pero ya por el número de agosto de 1941, Lowndes recordó posteriormente que Silberkleit «estaba satisfecho y sabía lo que yo estaba haciendo, y ... no necesitaba supervisar ninguna de las historias que yo había aceptado».
Science Fiction no se estaba vendiendo bien, y ese mismo año Silberkleit lo combinó con Future Fiction, bajo el título Future Combined with Science Fiction.. El último número independiente de Science Fiction tenía como fecha de portada septiembre de 1941, y el primer número de la edición combinada fue el de octubre de 1941. Los dos números finales de la revista combinada, los de abril y junio de 1943, fueron confusamente publicados con el título Science Fiction Stories; en un intento de mejorar las ventas recordando a los lectores de Science Fiction, pero antes de que las cifras de ventas pudieran computarse para determinar el impacto del cambio de título, Silberkleit tomó la decisión de abandonar la publicación. El número de junio de 1943 fue el último de esta primera etapa; Silberkleit se vio obligado a dejar algunas de sus revistas debido a la escasez de papel en tiempos de guerra, y decidió conservar sus revistas de wértern y de detectives en su lugar.

### Segunda etapa
| Future Fiction | Future Fiction | Future Fiction | Future Fiction | Future Fiction | Future Fiction | Future Fiction | Future Fiction | Future Fiction | Future Fiction | Future Fiction | Future Fiction | Future Fiction |
| | Ene            | Feb            | Mar            | Abr            | May            | Jun            | Jul            | Ago            | Sep            | Oct            | Nov            | Dic            |
| --- | -------------- | -------------- | -------------- | -------------- | -------------- | -------------- | -------------- | -------------- | -------------- | -------------- | -------------- | -------------- |
| 1950 |                |                |                |                | 1/1            | 1/1            | 1/2            | 1/2            | 1/3            | 1/3            | 1/4            |                |
| 1951 | 1/5            |                | 1/6            |                | 2/1            |                | 2/2            |                | 2/3            |                | 2/4            |                |
| 1952 | 2/5            |                | 2/6            |                | 3/1            |                | 3/2            |                | 3/3            |                | 3/4            |                |
| 1953 | 3/5            |                | 3/6            |                | 4/1            |                | 4/2            |                | 4/3            |                | 4/4            |                |
| 1954 | 4/5            |                | 4/6            |                |                | 5/1            |                | 5/2            |                | 5/3            |                |                |
| 1955 |                |                |                |                |                |                |                |                |                |                | 28             |                |
| 1956 |                | 29             |                |                | 30             |                |                |                |                |                | 31             |                |
| 1957 |                | 32             |                |                | 33             |                |                | 34             |                |                |                |                |
| 1958 |                | 35             |                | 36             |                | 37             |                | 38             |                | 39             |                | 40             |
| 1959 |                | 41             |                | 42             |                | 43             |                | 44             |                | 45             |                | 46             |
| 1960 |                | 47             |                | 48             |                |                |                |                |                |                |                |                |
| Números Future Science Fiction de 1950 a 1960, en el formato volumen/número. El editor de todos los números fue Lowndes. El subrayado indica que un número se publicó como trimestral (por ejemplo «Otoño 1957») en lugar de mensual. En la mancheta de los números 28, 29 y 30 no figuraba fecha, por lo que las indicadas son aproximadas. |                |                |                |                |                |                |                |                |                |                |                |                |

En 1950, Silberkleit lanzó de nuevo Future, bajo el título Future Combined with Science Fiction Stories; esto permitió a Silberkleit mantener los derechos sobre ambos títulos. El primer número estaba fechado mayo/junio de 1950. En enero de 1952, el título cambió a Future Science Fiction Stories. Las tarifas que pagaban a los autores en ese momento eran de uno a tres centavos por palabra. En el verano de 1953, con Future todavía en formato pulp, Silberkleit publicó una revista en formato digest sin número y sin fecha, bajo el título Science Fiction Stories. Otro número con el mismo formato y título salió en la primavera de 1954, también sin número. Silberkleit decidió que el formato digest era responsable en parte de las buenas ventas de estos números experimentales, por lo que cambió el formato de Future de pulp a digest. El primer número en el nuevo formato fue el de enero de 1955, y el título fue cambiado a Science Fiction Stories. La numeración de volumen se continuó desde la de Future, a pesar de que el título fue tomado de Science Fiction, la revista anterior. Para complicar más el asunto, Silberkleit decidió en 1955 que el mercado podría soportar ambos títulos, así que revivió Future de nuevo. Como Science Fiction Stories utilizaba la numeración de volúmenes de la anterior etapa en formato pulp de Future, Silberkleit cambió a un formato de solo número, sin volumen. El primer número fue el 28, empezando a partir del número de mayo/junio de 1950 como 1.
| Science Fiction Stories                                                                                                 | Science Fiction Stories | Science Fiction Stories | Science Fiction Stories | Science Fiction Stories | Science Fiction Stories | Science Fiction Stories | Science Fiction Stories | Science Fiction Stories | Science Fiction Stories | Science Fiction Stories | Science Fiction Stories | Science Fiction Stories |
| | Ene                     | Feb                     | Mar                     | Abr                     | May                     | Jun                     | Jul                     | Ago                     | Sep                     | Oct                     | Nov                     | Dic                     |
| --- | ----------------------- | ----------------------- | ----------------------- | ----------------------- | ----------------------- | ----------------------- | ----------------------- | ----------------------- | ----------------------- | ----------------------- | ----------------------- | ----------------------- |
| 1955 | 5/4                     |                         | 5/5                     |                         | 5/6                     |                         | 6/1                     |                         | 6/2                     |                         | 6/3                     |                         |
| 1956 | 6/4                     |                         | 6/5                     |                         | 6/6                     |                         | 7/1                     |                         | 7/2                     |                         | 7/3                     |                         |
| 1957 | 7/4                     |                         | 7/5                     |                         | 7/6                     |                         | 8/1                     |                         | 8/2                     |                         | 8/3                     |                         |
| 1958 | 8/4                     |                         | 8/5                     |                         | 8/6                     | 8/7                     | 9/1                     | 9/2                     | 9/3                     |                         | 9/4                     |                         |
| 1959 | 9/5                     | 9/6                     | 10/1                    |                         | 10/2                    |                         | 10/3                    |                         | 10/4                    |                         | 10/5                    |                         |
| 1960 | 10/6                    |                         | 11/1                    |                         | 11/2                    |                         |                         |                         |                         |                         |                         |                         |
| Números de Science Fiction Stories (sin incluir los dos experimentales) de 1953 a 1954. El editor de todos fue Lowndes. |                         |                         |                         |                         |                         |                         |                         |                         |                         |                         |                         |                         |

Tanto Science Fiction Stories como Future Fiction pudieron mantener una periodicidad bastante regular a través del resto de los años 1950. Science Fiction Stories era bimestral, excepto por un breve período de mediados de 1958 a principios de 1959, que fue mensual. Future Fiction comenzó con tres números sin fecha, en 1956 pasó a ser trimestral, y finalmente a una periodicidad regular bimensual a partir de principios de 1958.
Con el número de septiembre de 1955, se modificó la grafía del título de Science Fiction Stories en la portada para que apareciera como The Original Science Fiction Stories. Esto se hizo con la intención de dejar claro que la revista era una continuación de la versión de 1939 de Science Fiction, pero en realidad condujo a una mayor confusión, y algunos lectores creyeron que era una revista nueva.
En 1960 el distribuidor de Silberkleit dejó de encargarse de sus revistas, y ambos títulos dejaron de publicarse, sin mencionar en las revistas que eran los últimos. El de abril de 1960 de Future Science Fiction y el mayo de 1960 de Science Fiction Stories fueron los últimos números publicados. James Taurasi adquirió los derechos sobre el título de Science Fiction Stories de Silberkleit y publicó tres números semiprofesionales en 1961, 1962 y 1963, pero la empresa no tuvo el éxito suficiente para que Taurasi continuara.

## Contenidos y recepción

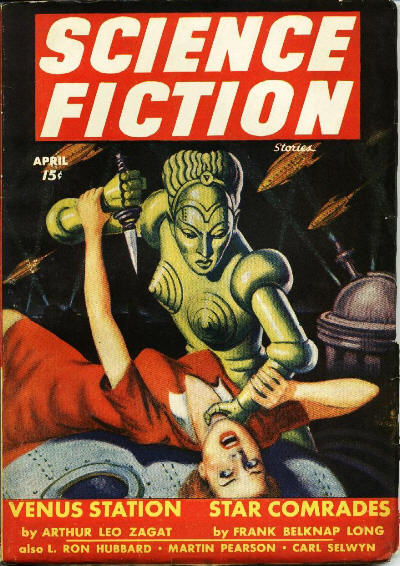
Portada, obra de Milton Luros, del número de abril de 1943 de Future Fiction, generalmente catalogado con ese título, aunque en la portada aparece como Science Fiction Stories.

## Detalles editoriales

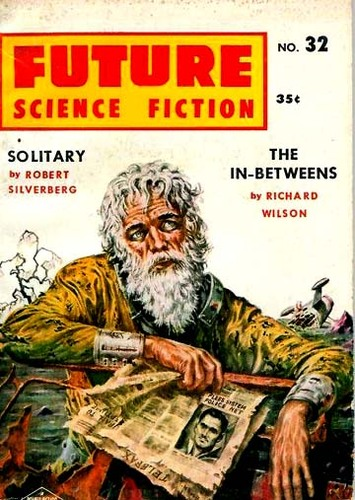
Portada del número de marzo de 1957 de Future Science Fiction, obra de Ed Emshwiller.